# 生得的行動

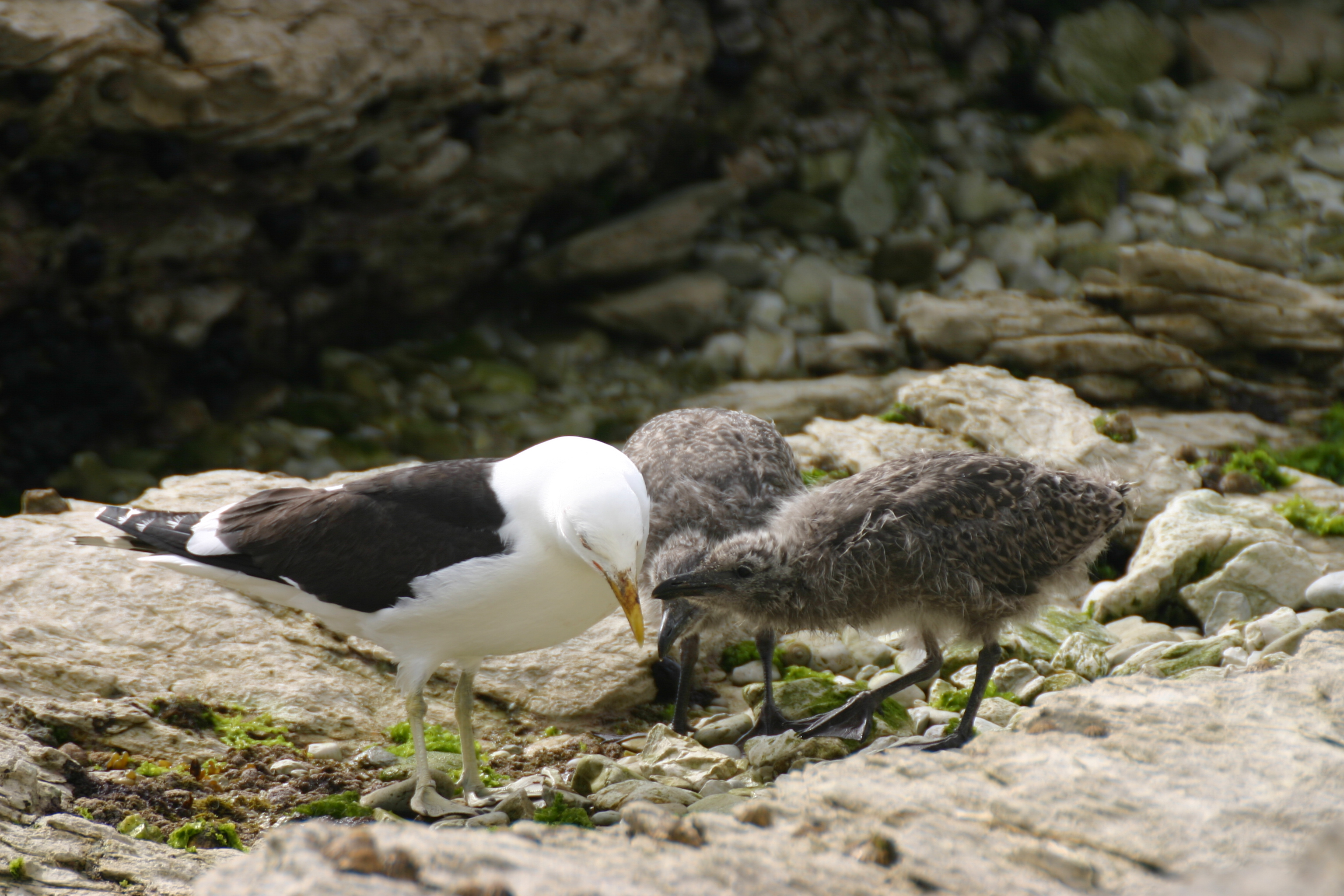
カモメのえさねだり行動。生得的行動であり、動物行動学における反射。カモメの雛が母鳥のくちばしにある赤い斑点をつつくのは、反射的に食物を吐き出すのを刺激するためであり、この斑点が鍵刺激である。

生得的行動（）は生化学反応や固定的な神経回路にもとづく行動のことである。動物行動学においては、行動は生得的行動と習得的行動に大分され、その種にもともと備わった行動を指す用語が生得的行動である。心理学の分野では生得的行動は生得論によって解釈される。実験心理学においては、無条件反射とよばれる。生得的な行動とも呼ばれる。生得的行動を引き起こすものを本能という。

## 概説
生得的行動は、生化学反応や固定的な神経回路にもとづく行動であり、学習を伴わない行動であると解釈される。未経験であったり、反応の誤りや遅れが大きな危険となったりする刺激に対する行動として有益である。神経をもつ生物においては、発生によって得られる神経回路をもとにした行動のことを指し、神経をもたない生物においては、刺激に対する先天的に決まっている行動を指し、どちらも基本的に同じ種の間で共有している行動である。なお、植物における屈性や、傾性、膨圧運動などは生得的行動とは呼ばない。なお、生得的行動は先天的に備わっている行動であり、遺伝的に定まっているかどうかを問わないことが多い。
生得的行動の定義やその線引きは曖昧であり、特に脊椎動物においてはそれが顕著である。学習を伴う行動か否かを判別するのは困難であり、例えば刷り込みは親を学習することによる習得的行動であるが、後追い行動自体は生得的行動であり、本能行動に分類される。
反射を生得的行動に入れるかどうかは場合によって異なる。なお、ここでの反射は大脳に興奮が伝達しないという神経科学的な狭義の反射ではない。一般的に動物行動学においては反射を意識せずして起こる単純な反応だとして行動に含めないが、行動生態学においては反射を行動に含めることもある。実験心理学における無条件反射は多くの場合、行動といえる。

なお、行動主義心理学と動物行動学の生得的行動に対する議論史は本能#議論史を参照。

## 鍵刺激
ある生得的行動を引き起こす特定の刺激を鍵刺激（信号刺激）という。鍵刺激を受容すると生得的行動が開始され、一連の過程を終了するまでその行動は続けられ、中断しない。この一連の行動を固定的動作パターンと呼ぶ。自然界には存在しないが、その動物に特定の行動を引き出す鍵刺激を超正常刺激という。

## 本能行動
本能行動と生得的行動は混同されやすい用語である。本能行動は生得的行動の一種であり、さまざまな生得的行動が系統立ち複雑に関与して一つの合目的的行動として現れたものを本能行動という。カッコウの托卵は本能行動とされる一方、吸引反射は本能行動とは言わない。なお、本能行動の定義やその線引きは曖昧である。

## 言語学

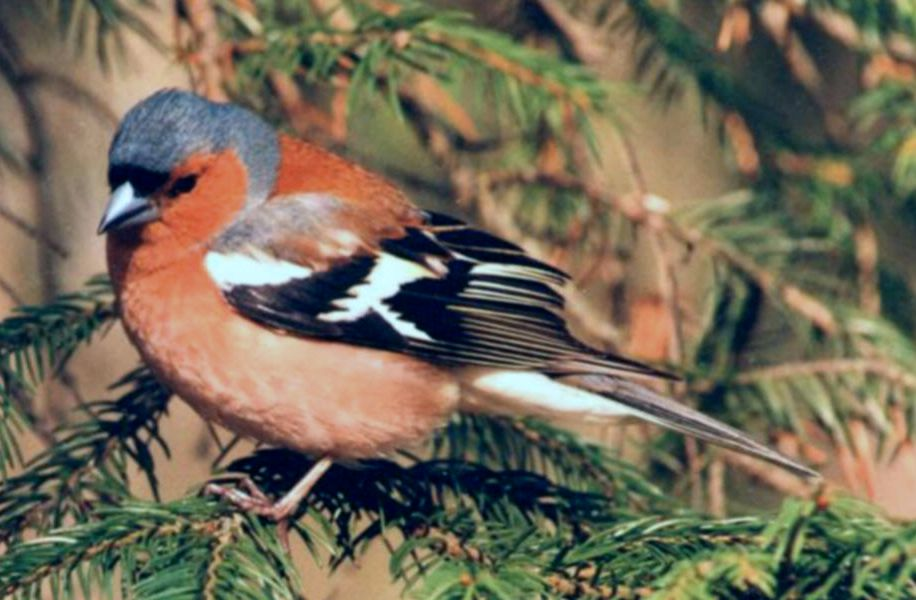
ズアオアトリ。ズアオアトリのさえずりは言語ではないが、シジュウカラなど一部の鳥は言語を話すことが知られている。言語を話す能力は生得的でも、言語自体は親の教育で獲得している。

言語学においても生得的行動が議論されている。例えばズアオアトリは、生得的な発声である地鳴きと習得的な発声であるさえずりを行う。さえずりには学習に適した期間である臨界期が存在しており、その間にさえずりを学ぶ。ただし、学べる音は生得的に定まっている。これに対し、人間の言語は生得的か習得的かといった議論のなかで、全ての人間は生まれながらにことばの知識を有していると仮定する、言語学上の仮説が生得性仮説である。

## 分類
- 反射 - 受容器の興奮が大脳を経由せず効果器へと伝わっておこる行動。（動物行動学における反射ではない。）
  - 体性反射 - 骨格筋が動く行動。屈筋反射など。
  - 表在反射 - 皮膚や粘膜の刺激による行動。くしゃみなど。
- 定位行動 - 定位によって一定距離を移動し目標に到達する行動。

ハクジラは超音波で反響定位をする。この行動は生得的行動。

- - 反響定位による捕獲行動 - 音波の反響を利用して捕獲する定位行動。コウモリによる捕獲行動など。
  - 反響定位による捕食回避行動 - 音波の反響を利用してコウモリによる捕獲を回避する定位行動。ヤガによる逃避行動など。
  - リリーサーフェロモンによる行動 - リリーサーフェロモンによって引き起こされる特異的な系統だった行動。カイコガのオスがフェロモンに向かっておこす直進・ジグザグターン・回転の行動など。（なお、例えば道標フェロモンをたどるアリの探索行動は本能行動ではあるが、生得的行動と呼ぶかには議論がある。）
  - 音源定位による捕獲行動 - 聴覚を利用して獲物を捕獲する定位行動。フクロウによる捕獲行動など。
  - 方向定位 - 渡りにおける方向の定位運動。サケの遡上など。
    - 太陽コンパスによる定位行動 - 太陽の位置に依存する定位行動。ホシムクドリの飛行行動など。
    - 星座コンパスによる定位行動 - 夜空の星を見て渡りをする定位行動。ルリノジコの渡りなど。ただし、季節の星の位置は幼少期に学習しているため、特定の星空に対する渡りの方向の決定は習得的行動である。

  - 走性 - 外部の刺激に対し一定の関係を持ってその方向へ移動する行動。メダカが流れに逆らうなど。
    - 走圧性 - 圧力
    - 走化性（化学走性） - 化学薬品
    - 電気走性 - 電流
    - 走磁性 - 磁場
    - 走地性 - 重力
    - 走水性 - 水分
    - 走光性 - 光
    - 走流性 - 水流
    - 温度走性 - 温度
    - 接触走性 - 接触
- 動性 - 刺激に対しあらゆる方向へと向かう行動。

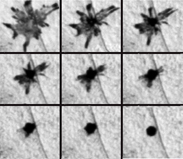
体色変化のタイムラプス写真。こうした色素胞の変化も生得的行動。ただし、タコの体色変化などは、学習を伴うものに関しては習得的行動と呼ぶ。

- 体色変化 - 色素胞によって体色を変化させる行動。カメレオンの体色の変化など。
- ミツバチのダンス - ミツバチが目標物の位置を巣の仲間に伝えるときの行動。8の字ダンスなど。
- 攻撃行動及び闘争 - 相手に身体的・精神的な危害を加えようとする行動。イトヨの敵対的な行動など。
- 繁殖行動 - 繁殖における行動。

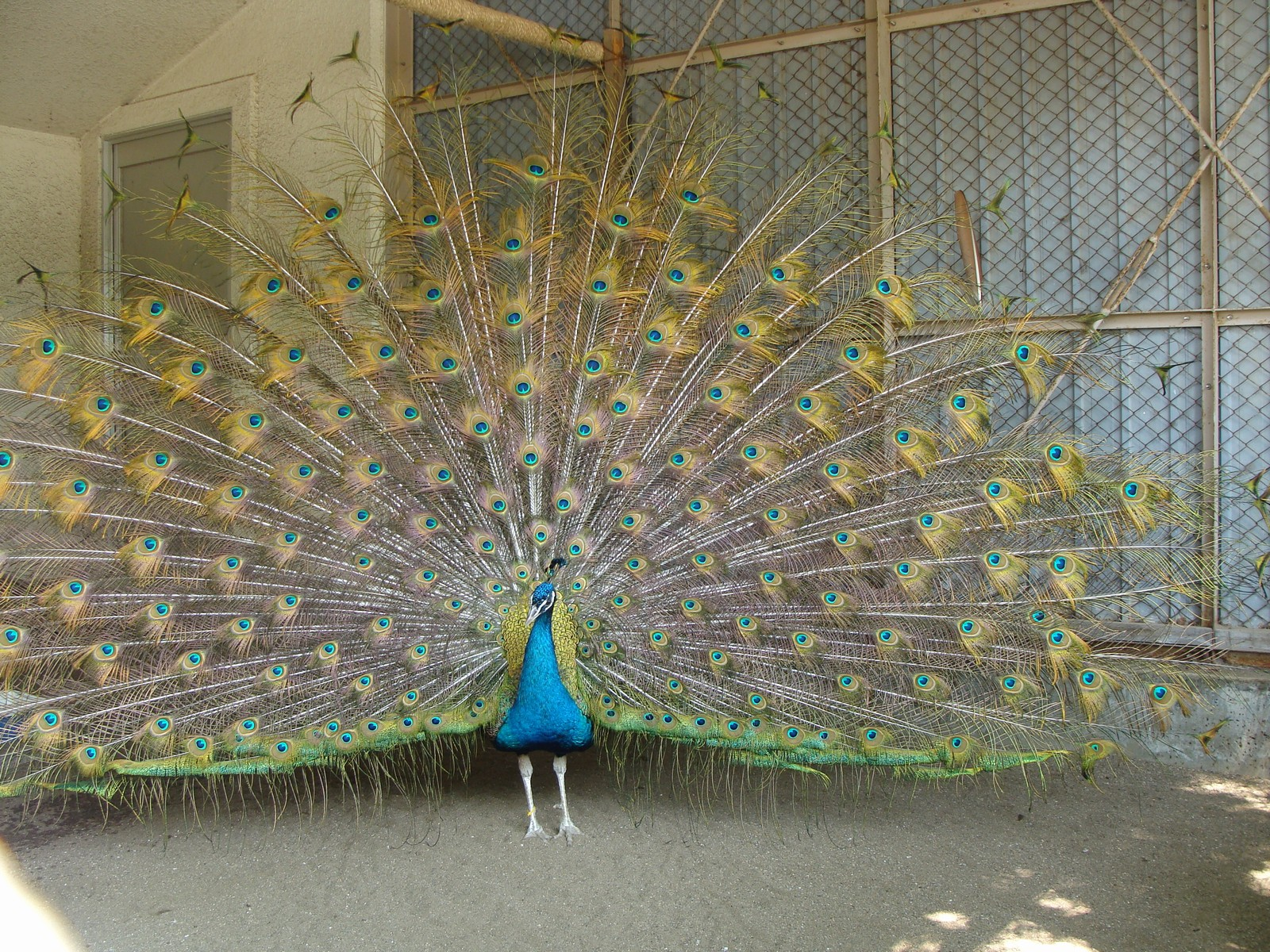
メスに向かってオスが羽を広げるクジャクの求愛行動は生得的行動。

- - 求愛行動 - 異性に対するアピールの行動。イトヨのジグザグダンスなど。
  - 性行動 - 配偶子の受け渡しの行動及びそれに準ずる行動。交尾など。（なお、マウンティングなどの高度な性行動は生得的行動であるかどうかに議論がある。）
  - 保育行動 - 未成体を育成する行動。ハイイロガンの卵転がし運動など。
- 回避行動 - 捕食回避のうち、行動を伴うもの。死んだふりなど。
  - 逃避行動 - 捕食者や危険から逃げる行動。ヒナがタカ型の模型を見ると巣に戻る行動など。
  - 威嚇行動 - 威嚇のうち防衛的な行動を除いたもの。ネコの威嚇など。
- えさねだり行動 - 仲間や親にエサをねだる行動。ヒナは母親が巣に帰ると口を大きく開けるなど。
- 後追い行動 - 幼体が出生後間もない時期にみた一定の大きさの動くものを追いかける行動。刷り込みにおけるヒナの後追いなど。
- 縄張り行動 - 縄張りを主張する行動。威嚇がこれに含まれることもある。匂いによるマーキングなど。
- 捕食・摂食 - 食べる行動。探索行動がこれに含まれることもある。咀嚼など。
- 探索行動 - 周囲を探索する行動。ハチの探索行動など。
  - 空間的探索行動 - 空間に対する探索行動。
  - 情報探索行動 - 情報に関する探索行動。
- 分散行動 - 生息地から離れようとする行動。
- 睡眠 - 非自発的に寝るという行動。ヒトにもおこる生化学反応による生得的行動である。半球睡眠など。
  - 冬眠 - 恒温動物が冬の間行動を制限すること。深冬眠など。
  - 冬越し - 変温動物が冬の間行動を制限すること。陸生貝の冬越しなど。